# (9534) 1981 TP
(9534) 1981 TP là một tiểu hành tinh vành đai chính. Nó được phát hiện bởi Norman G. Thomas ở Anderson Mesa Đài thiên văn Lowell south thuộc Flagstaff, Arizona, ngày 4 tháng 10 năm 1981.